# Theodore Foley
Theodore Foley wł. Daniel Bible Foley (ur. 3 marca 1913 w Springfield; zm. 9 października 1974) – amerykański pasjonista, sługa Boży Kościoła katolickiego.

## Życiorys
Theodore Foley urodził się bardzo religijnej rodzinie, a jego rodzicami byli Daniel i Helen Foley. Uczęszczał na msze w parafii Najświętszego Serca. Uczył się w gimnazjum Najświętszego Serca w katedrze High School. W dniu 23 kwietnia 1940 roku otrzymał święcenia kapłańskie. Od 1941 do 1942 roku był profesorem filozofii pasjonistów. W 1956 roku został mianowany rektorem klasztoru St Pawła. W dniu 7 maja 1964 roku został wybrany na przełożonego generalnego pasjonistów. Zmarł 9 października 1974 roku w opinii świętości. W dniu 9 maja 2008 roku rozpoczął się jego proces beatyfikacyjny.